# Johnny Spillane
Johnny Spillane (Steamboat Springs, 24 november 1980) is een Amerikaanse noordse combinatieskiër. Hij vertegenwoordigde zijn vaderland op de Olympische Winterspelen 2002 in Salt Lake City, op de Olympische Winterspelen 2006 in Turijn en op de Olympische Winterspelen 2010 in Vancouver.

## Carrière
Spillane maakte zijn wereldbekerdebuut op 2 december 2000 in Kuopio, een dag later scoorde hij in Kuopio zijn eerste wereldbekerpunten. In november 2002 behaalde hij in Kuusamo zijn eerste toptienklassering in een wereldbekerwedstrijd, een week later stond de Amerikaan in Trondheim voor de eerste maal in zijn carrière op het podium van een wereldbekerwedstrijd. Op 3 januari 2010 boekte Spillane in Oberhof zijn eerste wereldbekerzege. In zijn carrière eindigde hij twee keer in de top tien van het wereldbekerklassement.
Spillane nam in zijn carrière zeven keer deel aan de wereldkampioenschappen noordse combinatie. Op de wereldkampioenschappen noordse combinatie 2003 in Val di Fiemme werd hij wereldkampioen op de 7,5 kilometer sprint, zijn enige individuele toptienklassering op de wereldkampioenschappen.
In zijn carrière nam Spillane driemaal deel aan de Olympische Winterspelen. Tijdens de Olympische Winterspelen van 2010 veroverde hij de zilveren medaille op beide individuele onderdelen. In de landenwedstrijd sleepte hij samen met Brett Camerota, Todd Lodwick en Bill Demong de zilveren medaille in de wacht. Vier jaar eerder was de Amerikaan als tiende geëindigd op de 7,5 kilometer sprint.

## Resultaten

### Olympische Spelen
| Jaar | Plaats         | Resultaten                                    |
| ---- | -------------- | --------------------------------------------- |
| 2002 | Salt Lake City | 32e 15 km Gundersen 32e 7,5 km Sprint 4e Team |
| 2006 | Turijn         | 10e 7,5 km Sprint 30e 15 km Gundersen 7e Team |
| 2010 | Vancouver      | Gundersen NH · Gundersen LH · Team            |

### Wereldkampioenschappen
| Jaar | Plaats        | Resultaten                                              |
| ---- | ------------- | ------------------------------------------------------- |
| 1999 | Ramsau        | 32e 15 km Gundersen 37e 7,5 km Sprint 10e Team          |
| 2001 | Lahti         | 14e 7,5 km Sprint 32e 15 km Gundersen 8e Team           |
| 2003 | Val di Fiemme | 7,5 km Sprint · 24e 15 km Gundersen · 5e Team           |
| 2005 | Oberstdorf    | 5e Team                                                 |
| 2007 | Sapporo       | 20e 15 km Gundersen 9e Team                             |
| 2009 | Liberec       | 16e Gundersen NH 19e Gundersen LH 24e Massastart        |
| 2011 | Oslo          | 19e Gundersen NH 22e Gundersen LH 4e Team NH 6e Team LH |
| 2013 | Val di Fiemme | 30e Gundersen LH                                        |

### Wereldbeker
Eindklasseringen
| Seizoen   | Plaats |
| --------- | ------ |
| 2000/2001 | 30e    |
| 2001/2002 | 40e    |
| 2002/2003 | 7e     |
| 2003/2004 | 20e    |
| 2004/2005 | 14e    |
| 2005/2006 | 52e    |
| 2006/2007 | 46e    |
| 2007/2008 | 19e    |
| 2008/2009 | 22e    |
| 2009/2010 | 9e     |
| 2010/2011 | 48e    |
| 2011/2012 | 28e    |
| 2012/2013 | 60e    |

Wereldbekerzeges
| Datum          | Plaats  | Onderdeel       |
| -------------- | ------- | --------------- |
| 3 januari 2010 | Oberhof | 10 km Gundersen |